# Estación de Urioste
Urioste es un apeadero ferroviario situada en el barrio de Urioste (en la zona de Aiega) del municipio español de Ortuella, en la provincia de Vizcaya, comunidad autónoma del País Vasco. Forma parte de la línea C-2 de la red de Cercanías Bilbao operada por Renfe.

## Situación ferroviaria
Se encuentra en el punto kilométrico 5,6 de la línea férrea de ancho ibérico que une Baracaldo con Musques, a 37 metros de altitud.

## La estación
Cuando en 1865 se abrió el tramo Baracaldo - Ortuella del Ferrocarril industrial de Triano por parte de la Diputación de Vizcaya no se dispuso de ninguna parada en la zona. La situación tampoco cambió en 1889 cuando esta línea empezó a transportar viajeros. Posteriormente y unido al desarrollo urbanístico del municipio se decidió construir este apeadero dotado de un único andén lateral al que accede la vía principal.
Desde el 31 de diciembre de 2004, Adif es la titular de las instalaciones. 

## Servicios ferroviarios

### Cercanías
Los trenes de la línea C-2 de la red de Cercanías Bilbao que opera Renfe tienen parada en la estación. Entre semanas la frecuencia media es de un tren cada treinta minutos.
| procedencia/destino | < estación                  | Línea | estación >      | destino/procedencia |
| ------------------- | --------------------------- | ----- | --------------- | ------------------- |
| Bilbao Abando       | Valle de Trápaga-Trapagaran |       | Sagrada Familia | Musques             |